# 클레오파트라 (1917년 영화)
클레오파트라(Cleopatra)는 미국에서 제작된 J. 고든 에드워즈 감독의 1917년 영화이다. 윌리엄 셰익스피어의 희곡 《안토니와 클레오파트라》를 바탕으로 제작되었다. 테다 바라 등이 주연으로 출연하였고 윌리엄 폭스 등이 제작에 참여하였다.

## 출연

### 주연
- 테다 바라
- 프리츠 레이버

### 조연
- 터스톤 홀
- 헥터 세르노

## 제작진
- 원작자: H. 라이더 해거드
- 미술: 조지 제임스 홉킨스
- 의상: 조지 제임스 홉킨스